# Serrats d'Arto
Els Serrats d'Arto és una serra situada al municipi de Soriguera a la comarca del Pallars Sobirà, amb una elevació màxima de 1.037 metres.